# 1827 Atkinson
Az 1827 Atkinson (ideiglenes jelöléssel 1962 RK) a Naprendszer kisbolygóövében található aszteroida. Az Indianai Egyetem fedezte fel 1962. szeptember 7-én.